# 表达式语言
表达式语言（Expression Language），或称EL表达式，简称EL，是Java中的一种特殊的通用编程语言，借鉴于JavaScript和XPath。主要作用是在Java Web应用程序嵌入到网页（如JSP）中，用以访问页面的上下文以及不同作用域中的对象 ，取得对象属性的值，或执行简单的运算或判断操作。EL在得到某个数据时，会自动进行数据类型的转换。

## 语法
以“${”开始，以“}”作为结束：
```
${EL表达式}
```

获取某对象的值可以直接写入对象的名称，如获取对象名为“user”的对象的值：
```
${user}
```

获取某对象的属性的值使用点操作符（“.”操作符），如获取对象user的name属性和age属性的值的语法如下：
```
${user.name}
${user.age}
```